# Cratoavis cearensis
Cratoavis cearensis (Фортунгуавіс) — вид вимерлих енанціорнісових птахів, що існував у ранній крейді. Викопні рештки знайшли у відкладеннях формації Крато у штаті Сеара на сході Бразилії. Описаний з часткового скелета з відбитками пір'я.